# Evangelische Kirche (Weisweil)

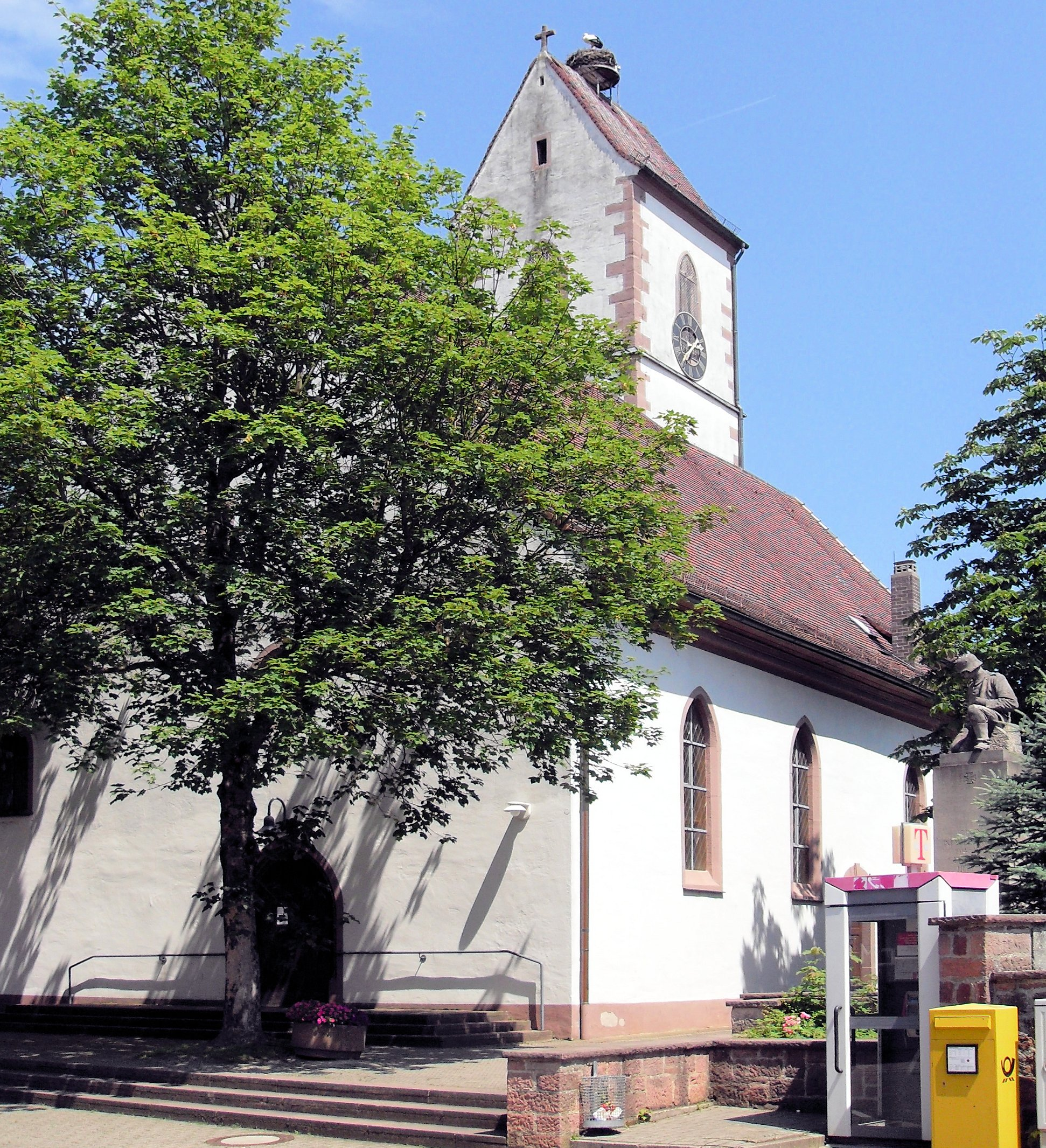
Evangelische Kirche in Weisweil

Die Evangelische Kirche ist ein Kirchengebäude in der Gemeinde Weisweil im Landkreis Emmendingen in Baden-Württemberg. Die Kirchengemeinde gehört zum Kirchenbezirk Emmendingen im Kirchenkreis Südbaden der Evangelischen Landeskirche in Baden. Das Bauwerk ist beim Landesamt für Denkmalpflege Baden-Württemberg als Baudenkmal eingetragen.

## Beschreibung
Die Saalkirche wurde im 15. Jahrhundert erbaut. Sie besteht aus einem Langhaus, das 1747 nach Norden erweitert wurde und in das Emporen eingebaut wurden, deren Brüstungen von Simon Göser bemalt wurden. Der eingezogene, dreiseitig geschlossene Chor, der von Strebepfeilern gestützt wird, steht im Osten des Langhauses, der Chorflankenturm an der Nordwand des Chors.
Die Orgel wurde 1888 von H. Voit & Söhne gebaut.